# Miroslav Nový
Miroslav Nový (1. října 1930 – 1988) byl československý hokejový obránce.

## Hráčská kariéra
Jako reprezentant se zúčastnil olympiády v roce 1952. Na mistrovských šampionátech hrál dvakrát, a to na MS 1953 ve švýcarských městech Curych a Basilej a na MS 1954 ve švédském Stockholmu. Ani na jedné z uvedených akcích tým Československa nedosáhl na medailové umístění.
V reprezentačním dresu odehrál celkem 40 zápasů a vstřelil 4 góly.